# Montbard (gemeente)
Montbard is een kleine stad en gemeente in de regio Bourgogne-Franche-Comté in Frankrijk. Het is een onderprefectuur van het arrondissement Montbard in het departement Côte-d'Or. In 2019 woonden er 4.848 mensen in Montbard. De stad ligt aan het riviertje Brenne en aan het Bourgondisch Kanaal.

## Geschiedenis
Montbard is al bewoond sinds de oudheid. Op de heuvel van het latere kasteel lag een oppidum dat bewoond bleef tijdens de Gallo-Romeinse periode.
In de 10e eeuw ontwikkelde de plaats zich rondom het versterkte kasteel. De eerst bekende graaf van Montbard was Bernard I, grootvader van de heilige Bernardus van Clairvaux (1090-1153). André de Montbard was een van de stichters van de Tempeliersorde en was tussen 1153 en 1157 grootmeester van deze orde. Hertog Hugo III van Bourgondië verwierf het kasteel nadat graaf André II sneuvelde in 1189 tijdens de Derde Kruistocht. De hertogen van Bourgondië verbleven regelmatig in het kasteel. In 1251 verleende hertog Hugo V van Bourgondië stadsrechten aan Montbard.
In 1590 werd de stad, die de Heilige Liga steunde, belegerd door de protestantse graaf van Tavannes. Hij nam de buitenwijken in maar de ommuurde stad en het kasteel kon hij niet innemen.
Het kasteel werd in 1742 door de natuuronderzoeker Georges-Louis Leclerc, bekend als Comte de Buffon (graaf van Buffon), grotendeels afgebroken. Op de plaats van het kasteel werd een park aangelegd. In een paviljoen in dit park werkte Buffon aan zijn bekende 36-delige Histoire Naturelle. Hij liet ook een hoogoven bouwen, het begin van de metaalindustrie in Montbard. In 1897 werd een fabriek geopend in Montbard waar metalen buizen en flessen werden gemaakt. De metaalproductie in de stad kende een hausse tijdens de Eerste Wereldoorlog. Er werden woonwijken voor de werknemers gebouwd (Cités Fays, Marne en Verdun voor de arbeiders en Corcelotte voor de ingenieurs).

## Stadsbeeld en bezienswaardigheden
Montbard is een industriestadje, gespecialiseerd in de metaalproductie. Onderdelen van de TGV-treinen worden in de stad worden gemaakt.
De stad kent weinig historische gebouwen. In het Parc Buffon staan nog twee torens, die resteren van het kasteel. Ook het paviljoen waar Buffon werkte staat hier. Het stadhuis heeft een 19e-eeuwse Jaquemart in zijn klokkentoren.
Het Museum voor Schone Kunsten is gevestigd in een voormalige kapel van de ursulinen en heeft een collectie schilderijen van artiesten uit de Bourgondië.
In de gemeente Marmagne, drie kilometer ten noordoosten van Montbard, bevindt zich de voormalige abdij van Fontenay, een goed bewaard voorbeeld van een middeleeuwse cisterciënzerabdij met de oudst bewaarde cisterciënzerkerk van Frankrijk.

## Galerij

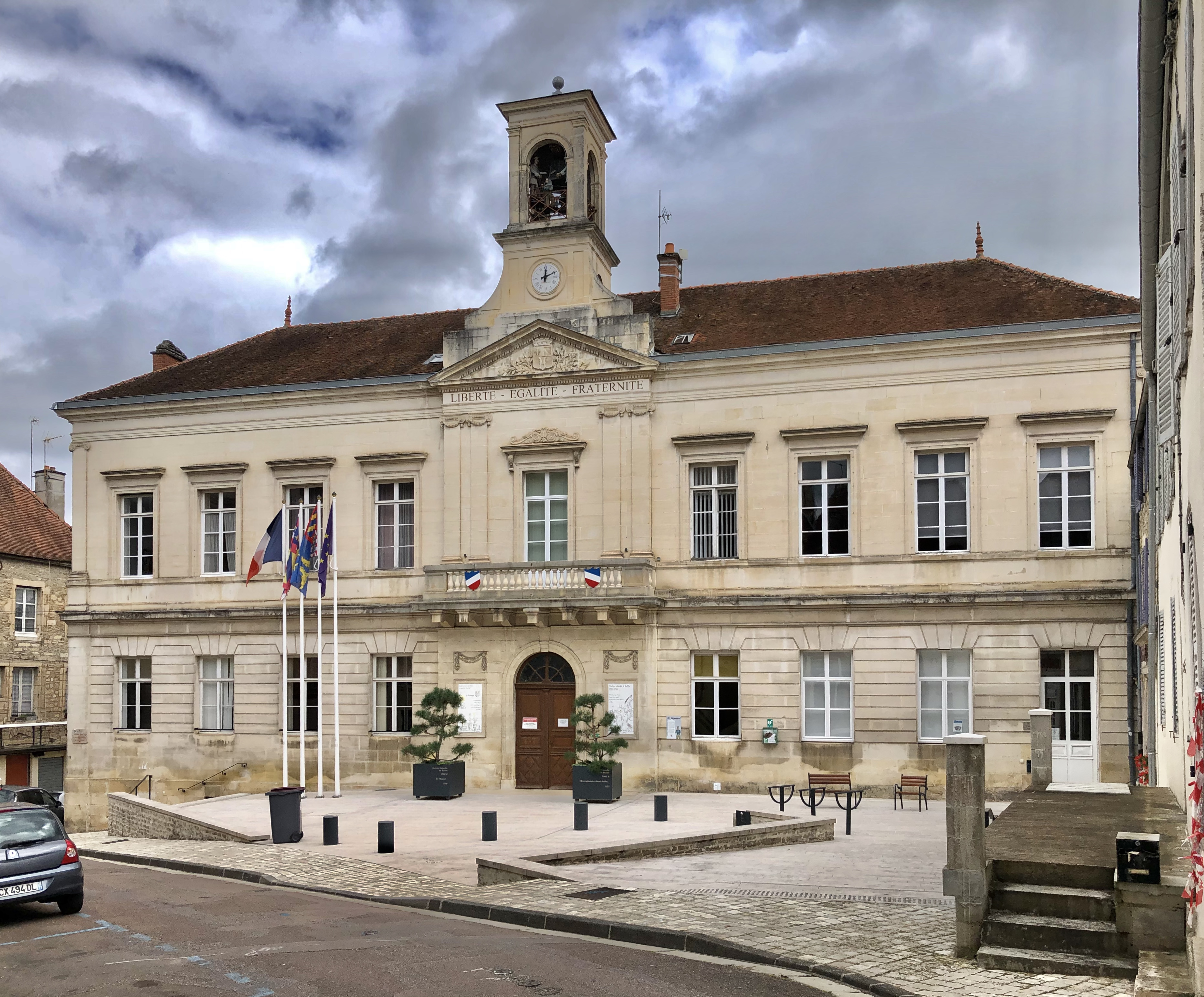
Het stadhuis
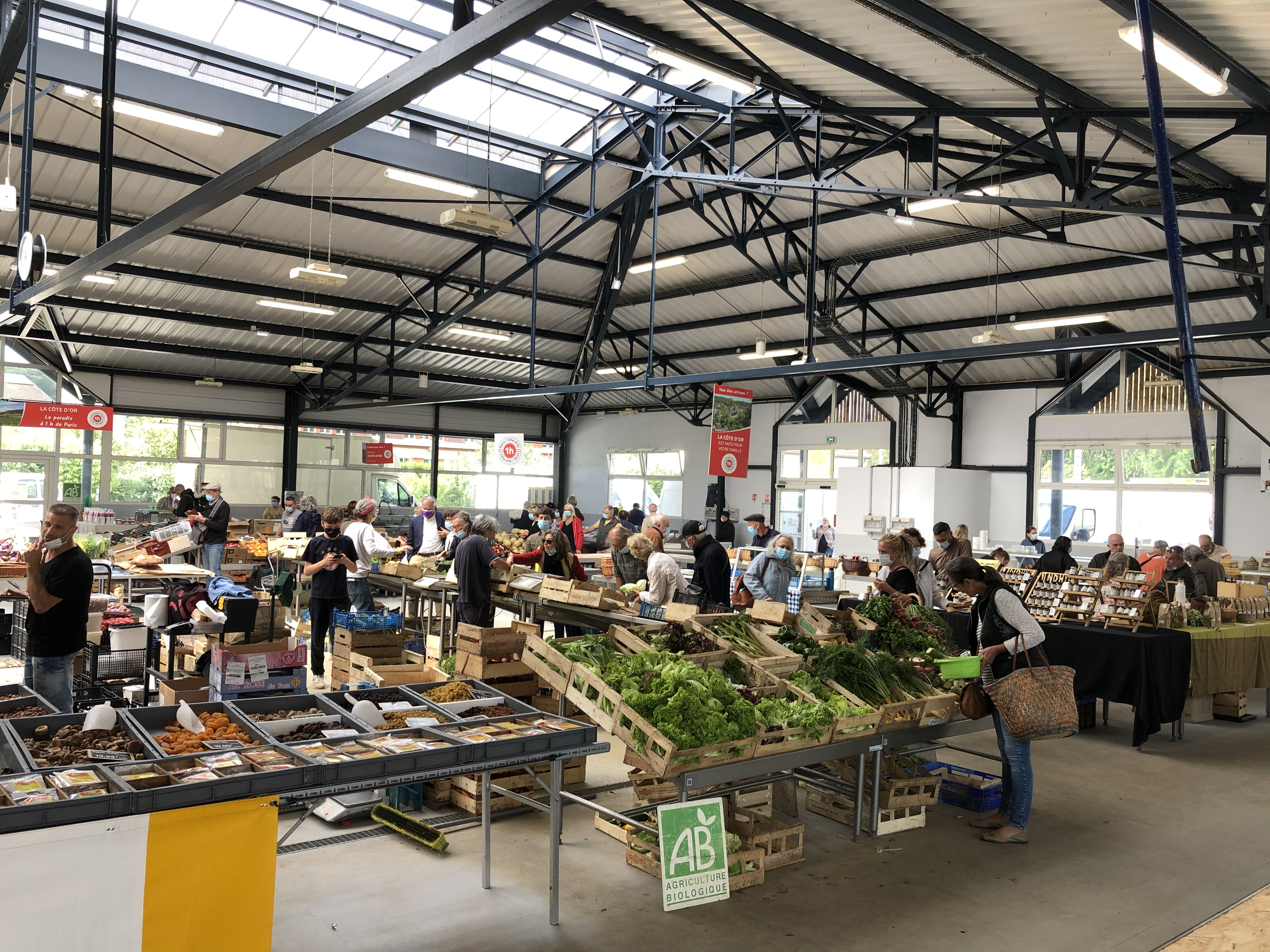
Overdekte markt op vrijdagen
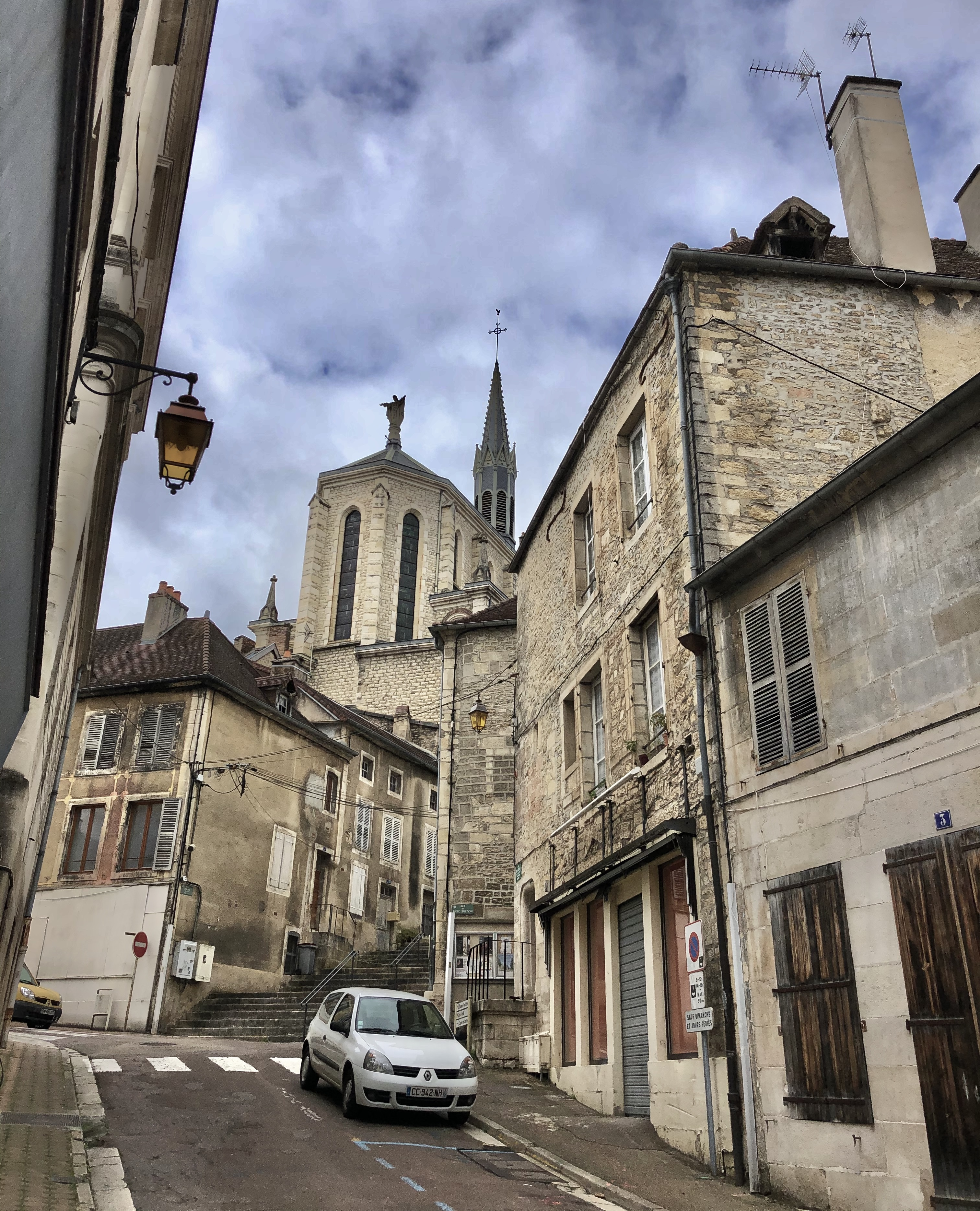
In het oude centrum
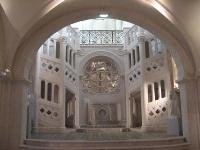
Museum voor Schone Kunsten
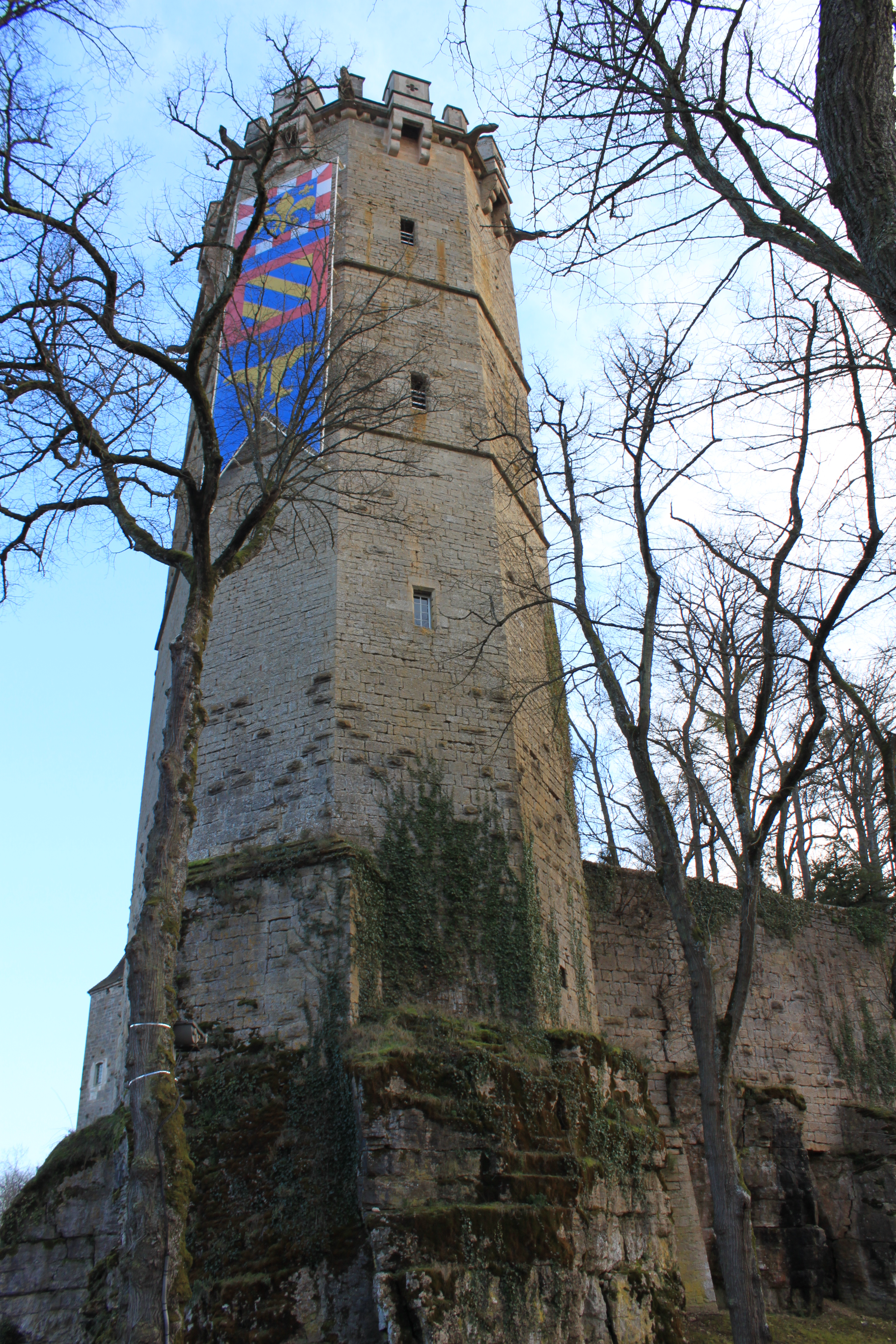
Tour de l'Aubespin

## Demografie
Onderstaande figuur toont het verloop van het inwonertal (bron: INSEE-tellingen).

## Geografie
De oppervlakte van Montbard bedraagt 46,37 km², de bevolkingsdichtheid is 105 inwoners per km² (per 1 januari 2019).
De stad ligt trapsgewijs tegen een heuvel boven de Brenne. In de gemeente loopt ook het Bourgondisch Kanaal.

De onderstaande kaart toont de ligging van Montbard met de belangrijkste infrastructuur en aangrenzende gemeenten.

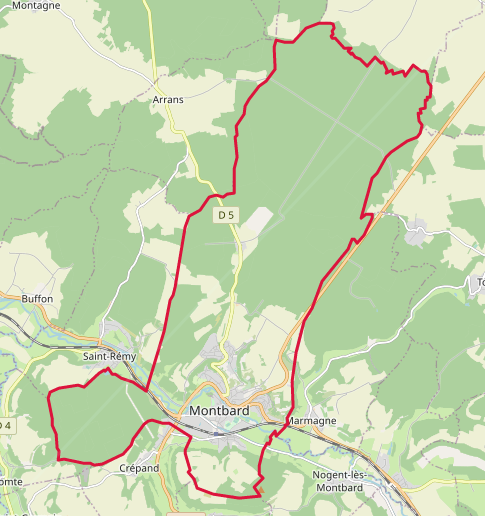

In de gemeente ligt spoorwegstation Montbard. Montbard heeft een TGV-halte aan de lijn tussen Parijs en Lyon.

## Geboren in Montbard
- Georges-Louis Leclerc, comte de Buffon (1707-1788), natuuronderzoeker, wiskundige, bioloog, kosmoloog, auteur en hoofd van de koninklijke tuinen van de Franse koning Lodewijk XV
- Fabrice Philipot (1965-2020), wielrenner